# Ivan Höger
Ivan Höger (født 17. september 1982) er en tjekkisk, tidligere basketballspiller, der bl.a. spillede for Svendborg Rabbits. Höger har spillet på det tjekkiske ungdomslandshold og har også spillet i flere europæiske storklubber som Kapfenberg  St. Polten  og CSKA Sofia .
På trods af et milliontilbud fra en klub i Qatar valgte han at acceptere en mindre profitabel kontrakt fra Svendborg Rabbits i sæsonen 2006/2007, da han syntes godt om klubben.
Han er et af verden højeste mennesker[kilde mangler] og måler 225 cm uden sko. Han bruger størrelse 54 1/2 i sko og vejer 125 kilo, hvilket gør at han har nogle naturlige fordele under kurven. Derfor spiller han også center.
For en mand på 225 cm er Höger kendt for at have et utroligt godt skud og en glimrende koordination.[kilde mangler]

## Statistik
| Klub                | Sæson     | Kampe | Points | Assists | Rebounds | Steals | Turnovers | Blok | Minutter |
| Svendborg Rabbits   | 2006/2007 | 28    | 17,7   | 0,5     | 8,8      | 0,5    | 1,7       | 1,5  | 30:39    |
| Svendborg Rabbits * | 2007/2008 | 35    | 16,8   | 0,4     | 8,6      | 0,4    | 1,5       | 1,3  | 27:23    |
| Svendborg Rabbits   | 2008/2009 | 31    | 15,3   | 0,8     | 10,7     | 0,8    | 1,5       | 1,3  | 27:29    |
| Svendborg Rabbits   | 2009/2010 | 36    | 12,5   | 0,6     | 6,6      | 0,6    | 1,6       | 0,8  | 24:05    |